# Cricetomys gambianus
Cricetomys gambianus је врста глодара (Rodentia) из породице Nesomyidae.

## Распрострањење
Ареал врсте Cricetomys gambianus обухвата већи број држава. 
Врста има станиште у Јужноафричкој Републици, Анголи, Судану, Мауританији, Малију, Нигеру, Нигерији, Замбији, Зимбабвеу, Кенији, Танзанији, Мозамбику, Бенину, Боцвани, Буркини Фасо, Бурундију, Централноафричкој Републици, Чаду, Обали Слоноваче, Габону, Републици Конго, ДР Конгу, Гани, Гвинеји, Гвинеји Бисао, Малавију, Руанди, Сенегалу, Тогу и Уганди.

## Станиште
Станишта врсте су шуме и поља. Врста је по висини распрострањена од нивоа мора до 2.000 метара надморске висине.

## Угроженост
Ова врста је наведена као последња брига, јер има широко распрострањење и честа је врста.